# 白金 (坂本真綾單曲)
《白金》（プラチナ）是日本聲優及歌手坂本真綾的第五張單曲。

## 作品簡介
該曲目入選為人氣動畫《百變小櫻》第三期片頭曲，歌迷主要來自於動畫觀眾。這是繼（CLAMP學園偵探團廣播劇主题曲）和「Gift」（CLAMP學園偵探團動畫片尾曲）之後，坂本真綾演唱的第3首CLAMP作品樂曲。

## 收錄曲
1. - 作詞：岩里祐穗、作曲／編曲：菅野洋子
  - 動畫《百變小櫻》第3期片頭曲。
2. 24（twenty-four）
3. （without maaya）
4. 24（twenty-four）（without maaya）

## 關連項目
- 百變小櫻
- 1999年音樂